# Акшинский уезд
Акшинский уезд — административная единица в составе Забайкальской области и Забайкальской губернии. Центр — город Акша. До 1901 года назывался Акшинский округ.

## История
Акшинский округ в составе Забайкальской области был образован в 1872 году. В 1901 переименован в Акшинский уезд. В 1922 году был отнесён к Забайкальской губернии и вскоре был ликвидирован.

## Современное состояние
На территории бывшего Акшинского уезда Забайкальской области сейчас располагаются Акшинский, Борзинский, Забайкальский, Краснокаменский, Кыринский, Нерчинско-Заводский, Ононский, Приаргунский район

## Население
По данным переписи 1897 года в округе проживало 34,9 тыс. чел. В том числе русские — 86,8 %; буряты — 9,8 %; эвенки — 1,8 %; монголы — 1,0 %. В уездном городе Акше проживало 1627 чел.

## Административное деление
в 1913 год уезд делился на 12 станиц: 
1. Акшинское — правление в станице Акшинская осн. 1750 при реке Онон (правый берег) 6 пос, 1 выс, 1 сел
2. Букукунское — правление в станице Букукунская осн. 1728 при реке Букукун 4 пос скот-земл
3. Верхнеульхунское — правление в станице Верхнеульхунская осн. 1728 при реке Онон (левый берег) 2 пос скот-земл
4. Дуроевское — правление в станице Дуроевская осн. 1745 при реке Аргунь (левый берег) 6 пос скот-земл
5. Дурулгуевское — правление в станице Дурулгуевская осн. 1728 при реке Онон (правый берег) 7 пос скот-земл
6. Зоргольское — правление в станице Зоргольская осн. 1744 при реке Аргунь (левый берег) 2 пос скот-земл
7. Мангутское — правление в станице Мангутская осн. 1728 при реке Онон (левый берег) 5 пос скот-земл
8. Могойтуевское — правление в станице Могойтуевская осн. 1770 при реке Тохтор или Могойтуй (правый берег) 4 пос скот-земл
9. Цаган-Олуевское — правление в станице Цаган-Олуевская осн. 1728 при реке Цаган-Олуй (правый берег) 9 пос скот-земл
10. Чиндант-Гродековское — правление в станице Чиндант-Гродековская 1728 — при реке Онон (правый берег) 4 пос скот-земл
11. Чиндантское  — правление в станице Чиндантская 2-я осн. 1727 при реках Онон и Борзя 3 пос и 2 выс скот-земл
12. Чалбучинское — правление в станице Чалбучинская осн. 1751 при реках Аргунь и Килга (левый берег) 4 пос